# تاماش وارگا
تاماش وارگا (انگلیسی: Tamás Varga؛ زادهٔ ۱۴ ژوئیه ۱۹۷۵) بازیکن واترپلو اهل مجارستان بود.
وی در مسابقات کشوری و بین‌المللی در مجموع برندهٔ ۳ مدال طلا، ۱ مدال نقره، ۲ مدال برنز شده‌است.